# Ėsso
Ėsso (in russo Эссо?) è una località della Russia situata nel Kraj di Kamčatka, in Russia.

## Infrastrutture e trasporti

### Aereo
L'aeroporto di Ėsso si trova a 500 m dalla località omonima. L'aeroporto dispone di una pista attiva ed è attrezzato per l'atterraggio e decollo degli aerei leggeri del tipo Antonov An-2, Antonov An-28 e degli elicotteri Mil Mi-2, Mil Mi-8. All'aeroporto ci sono 4 parcheggi per gli elicotteri e per gli aerei leggeri. Attualmente, all'aeroporto di Ėsso opera i voli di linea diretti per Tigil' la compagnia aerea russa Korjakavia. Da Tigil'sono effettuati i voli di linea verso altre località di Kraj di Kamčatka: Ust'-Chajrjuzovo, Anavgaj, Palana, Tiličiki-Korf, Ossora e Petropavlovsk-Kamčatskij. Inoltre, all'aeroporto di Ėsso opera i voli regionali con gli elicotteri Mil Mi-8 la compagnia aerea russa Kamčatskie Avialinii.

## Clima
| Ėsso (1991-2020) Fonte: | Mesi         | Mesi         | Mesi         | Mesi         | Mesi         | Mesi        | Mesi        | Mesi        | Mesi         | Mesi         | Mesi         | Mesi         | Stagioni | Stagioni | Stagioni | Stagioni | Anno  |
| Ėsso (1991-2020) Fonte: | Gen          | Feb          | Mar          | Apr          | Mag          | Giu         | Lug         | Ago         | Set          | Ott          | Nov          | Dic          | Inv      | Pri      | Est      | Aut      | Anno  |
| ----------------------- | ------------ | ------------ | ------------ | ------------ | ------------ | ----------- | ----------- | ----------- | ------------ | ------------ | ------------ | ------------ | -------- | -------- | -------- | -------- | ----- |
| T. max. media (°C)      | −11,8        | −8,8         | −3,7         | 1,8          | 10,0         | 17,1        | 21,0        | 18,4        | 12,7         | 4,3          | −4,4         | −11,1        | −10,6    | 2,7      | 18,8     | 4,2      | 3,8   |
| T. media (°C)           | −17,4        | −15,4        | −10,4        | −3,6         | 4,4          | 10,9        | 14,6        | 12,5        | 6,8          | −0,4         | −9,0         | −15,8        | −16,2    | −3,2     | 12,7     | −0,9     | −1,9  |
| T. min. media (°C)      | −22,2        | −20,8        | −16,4        | −9,0         | −1,3         | 4,4         | 8,3         | 7,3         | 1,9          | −4,2         | −13,3        | −20,2        | −21,1    | −8,9     | 6,7      | −5,2     | −7,1  |
| T. max. assoluta (°C)   | 5,2 (1980)   | 7,2 (2014)   | 8,5 (2020)   | 16,8 (2000)  | 24,2 (2001)  | 30,1 (1990) | 32,0 (1989) | 30,3 (2009) | 26,1 (1943)  | 18,7 (1963)  | 10,8 (1942)  | 10,8 (1955)  | 10,8     | 24,2     | 32,0     | 26,1     | 32,0  |
| T. min. assoluta (°C)   | −42,4 (1954) | −41,2 (1978) | −40,2 (1954) | −30,6 (2010) | −17,0 (1985) | −5,5 (1954) | −3,3 (1947) | −5,8 (1943) | −11,7 (1949) | −21,1 (1948) | −31,5 (1943) | −38,4 (1976) | −42,4    | −40,2    | −5,8     | −31,5    | −42,4 |
| Precipitazioni (mm)     | 20           | 17           | 23           | 14           | 19           | 38          | 60          | 66          | 46           | 35           | 34           | 23           | 60       | 56       | 164      | 115      | 395   |